# Ammophila lampei
Ammophila lampei är en biart som beskrevs av Embrik Strand 1910. Ammophila lampei ingår i släktet Ammophila och familjen grävsteklar. Inga underarter finns listade i Catalogue of Life.